# Dialekty torlackie

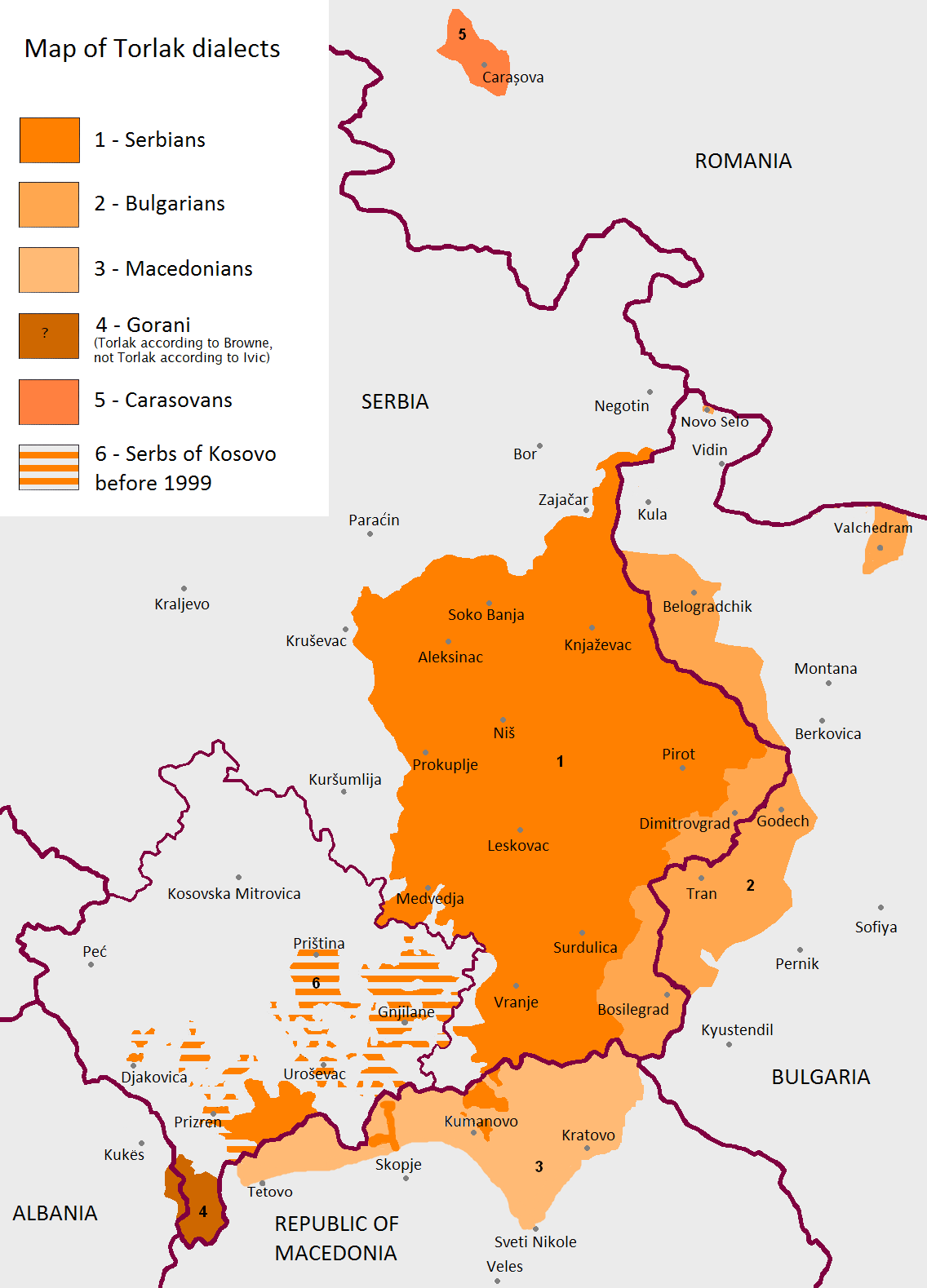
Obszar dialektów torlackich wraz z podziałami etnicznymi

Dialekty torlackie, narzecze torlackie (serb.-chorw. torlačko nar(j)ečje, srednjoštokavski dijalekti) lub dialekt timocko-prizreński (serb.-chorw. prizrensko-timočki dijalekt) – obszar gwar przejściowych między językiem serbskim (serbsko-chorwackim) a macedońskim, zaliczany do gwar serbsko-chorwackich (serbskich). Pod względem genetycznym należą one do grupy zachodnio-południowosłowiańskiej, przez co bywają zaliczane do dialektów sztokawskich, jako tzw. dialekty średniosztokawskie (w opozycji do nowosztokawskich i starosztokawskich).
Gwary torlackie są używane w południowej Serbii (część Kosowa i Metochii, dorzecze Południowej Morawy i Timoku aż po Zaječar), w północnej Macedonii niemal po Tetowo, Skopje, Sztip i Kratowo, a także w północno-zachodniej Bułgarii, sięgając aż po Radomir, Breznik, Bełogradczik. Płynnie przechodzą od południa w dialekt północnomacedoński, a od wschodu w dialekt zachodniobułgarski.
Deklinacja torlacka nie ma charakteru typowego dla języka literackiego. Gwary te cechują się szeregiem bałkanizmów, takich jak: utrata kategorii bezokolicznika, uproszczenie deklinacji, czas przyszły tworzony przy pomocy formy će (chce), intensywne stosowanie form enklitycznych zaimków osobowych. W słownictwie widoczne są wpływy tureckie i albańskie.

## Cechy językowe
Pod względem wielu cech są to gwary typu bułgarsko-macedońskiego, o czym świadczy:
- akcent wydechowy, brak intonacji i iloczasu[3],
- redukcja i zanik samogłosek nieakcentowanych, co wynika z silnego akcentu[3],
- analityczna deklinacja (redukcja liczby przypadków)[3],
- rodzajnik postpozytywny[3],
- zastąpienie bezokolicznika konstrukcjami z da[3],
- analityczne stopniowanie przymiotników i przysłówków[3],
- podwójne dopełnienie zaimkowe[3].

Z drugiej strony pierwotne cechy fonetyczne i morfologiczne świadczą o tym, że genetycznie należy on do grupy zachodnie języków południowosłowiańskich. Cechami, które bezwzględnie odróżniają gwary torlackie od zarówno gwar macedońskich, jak i bułgarskich, są:
- zlanie się dawnych jerów *ъ, *ь w jedną głoskę[3], często będącą odrębnym fonemem,
- przejście psł. *ǫ w u[3] wobec typowego dla obszaru bułgarsko-macedońskiego przejścia w [ɤ], [ə] lub [a],
- zaimek pytający šta lub što[2],
- końcówka -ga, np. tóga, njéga[3] wobec nego,
- zaimek osobowy 1. os. l. poj. ja i w przypadku zależnym zaimek 3. os. l. poj. ga[2] wobec (j)as i go,
- końcówka -mo w 1. os. l. mn. czasowników, np. grebémo[3] wobec me.
- brak końcówki -t w 3 os. l. mn. czasu teraźniejszego[2],
- końcówka 1. os. l. poj. czasu teraźniejszego -em[2],

Mimo tych charakterystycznych cech grupy zachodniej, nie dotarło tu większość pochodzących z okresu od XIII do XIV wieku innowacji sztokawskich, jak przejście *l̥ w u, np. dlăg czy w innych gwarach vl̥k, przejście wygłosowego -l w -o, np. znal, bel, a także odmiana typu dojdem zamiast sztokawskiej dođem. Dotarły tutaj jednak innowacje sztokawskie rozwinięte do XIII wieku, takie jak *ǫ > u, przejście *ť, *ď > ć, đ, czy przejście nagłosowego čr- w cr- albo metateza vs- do sv-.

## Podział
Obszar gwar torlackich można podzielić na trzy dialekty:
- prizreńsko-południowomorawski
- svrljisko-zaplański
- timocko-łużnicki[7].

Do gwar torlackich zaliczana jest także gwara Karaszewców, zamieszkujących siedem wsi w rumuńskiej części Banatu.